# The Interbeing
The Interbeing est un groupe de cyber metal danois formé en 2006. En 2011 sort leur premier album, Edge of the Obscure qui fait une percée dans le milieu.

## Biographie
Le groupe officie dans un cyber metal aux accents mélancoliques malgré des sons de guitares très saturés. Leurs influences les plus importantes viennent de Meshuggah, Soilwork, Fear Factory et Sybreed. En 2008, le groupe sort une première démo de quatre titres, Perceptual Confusion, qui remporte un Danish Metal Awards, un Underground Music Awards et le Royal Metal Grand Prix. 
En mars 2011, le groupe signe au label Mighty Music. La même année sort leur premier album, Edge of the Obscure qui fait une percée dans le milieu,. Le clip vidéo du petit extrait de leur premier album, Pulse within the Paradox, est tourné en pleine ville, et illustre l’image futuriste que veut véhiculer le groupe dans sa musique tout en gardant un aspect agressif très prononcé. Avec Edge of the Obscure, le groupe est nommé pour les Metal Storm Awards 2011 dans la catégorie de « meilleur album djent/math metal ».
En 2012 sort leur second clip vidéo avec la chanson Shadow Drift.

## Membres
- Kristoffer Egefelt - batterie
- Jacob Aarosiin Hansen - basse
- Dara Toibin - chant
- Boas Segel - guitare, programmation
- Damien Anthony Hinchliffe - guitare

## Vidéographie
- Pulse Within the Paradox
- Tongue of the Soiled
- Shadow Drift
- Among the Amorphous